# Janusz Jeżowiecki
Janusz Eugeniusz Jeżowiecki (ur. 11 stycznia 1943 r. w Leżajsku) – polski inżynier rządzeń sanitarnych. Absolwent z 1965 Politechniki Wrocławskiej. Od 1990 profesor na Wydziale Inżynierii Środowiska Politechniki Wrocławskiej i dziekan tego wydziału (2005-2008). W 2015 został odznaczony Krzyżem Kawalerskim Orderu Odrodzenia Polski otrzymał wcześniej także Medal Komisji Edukacji Narodowej. 